# Programma's van Nickelodeon uitgezonden in België en Nederland
Nickelodeon maakt eigen televisieseries. Opmerkelijk is dat deze televisieserie. nooit tekenfilms zijn. Deze televisieprogramma's worden heden opgenomen in het Nick on Sunset-theater in Hollywood, Los Angeles. Het betreft voornamelijk programma's, bedacht door het productieteam onder leiding van Dan Schneider of Steve Hoefer. De programma's worden meestal geëxporteerd naar de internationale Nickelodeonconcerns, waaronder Nederland en Duitsland.

## Televisieseries
- iCarly
- True Jackson, VP
- The Naked Brothers Band
- Ned's SurvivalGids
- Drake & Josh
- Unfabulous
- Zoey 101
- Marvin Marvin
- The Amanda Show
- Kenan & Kel
- All That
- Clarissa
- Cousin Skeeter
- Journey of Allen Strange
- Renford Rejects
- The Brothers Garcia
- Victorious
- Big Time Rush
- Sam & Cat
- Verhekst!
- Chica Vampiro
- Het Huis Anubis
- Bella en de Bulldogs
- De Thundermans
- Drama
- Henry Danger
- Nicky, Ricky, Dicky & Dawn
- Game Shakers
- School of Rock
- The Other Kingdom (2017)
- Het Verbond voor Magische Zaken

## Uitgezonden in Nederland en Vlaanderen
Sinds de zomer van 2010 zijn Nickelodeon Nederland & Nickelodeon Vlaanderen geen geheel meer met verschillende reclames.